# Casal de Vilaregut
El Casal de Vilaregut és una antiga casa forta habilitada com a masia d'Oristà (Lluçanès) declarada bé cultural d'interès nacional.

## Descripció
Edifici civil actual de planta rectangular va ser modificat al segle xviii i ens recorda l'estructura d'una fortalesa. Originàriament, l'edifici tenia una planta quadrangular amb poques obetures, majoritàriament espitlleres a la part inferior dels seus murs de tancament perimetral que li donen la fesonomia defensiva, orientat a migdia amb teulada a dues vessants. Construït amb pedra picada. Havia estat una domus d'època medieval, documentada al segle xii, de la qual hi hauria murs i estructures que haurien estat aprofitats i integrats a la construcció actual. Els que haurien estat desmuntats se situarien al subsòl, juntament amb les restes de l'evolució de tot el conjunt.
S'accedeix al portal datat en 1785 per un pendent empedrat, situat al costat de l'era.
A l'interior de la planta baixa hi ha algunes arcades apuntades d'època medieval, també hi ha restes de finestres gòtiques. El costat de ponent hi ha dos nivells de galeries amb arcs de mig punt, la majoria de les quals estan tapiades.

## Història
Casa forta. Documentat el 1185. En el fogatge fet a Oristà el 1553 consta l'hereu Vilaregut.